# Mistrzostwa Polski Par Klubowych na Żużlu 1995
Mistrzostwa Polski Par Klubowych na Żużlu 1995 – zawody żużlowe, mające na celu wyłonienie medalistów mistrzostw Polski par klubowych w sezonie 1995. Rozegrano trzy turnieje eliminacyjne oraz finał, w którym zwyciężyli zawodnicy Polonii Bydgoszcz.

## Finał
- Częstochowa, 6 września 1995
- Sędziowie: Józef Rzepa, Zdzisław Fyda

| Miejsce | Kluby                       | Suma  | Zawodnicy                                         | Punkty                                              |
| ------- | --------------------------- | ----- | ------------------------------------------------- | --------------------------------------------------- |
| złoto   | Polonia Jutrzenka Bydgoszcz | 30    | Tomasz Gollob Jacek Gollob Wojciech Malak         | 15 (2,3,2,3,3,2) 15 (3,2,3,2,2,3) ns                |
| srebro  | Sparta Polsat Wrocław       | 25    | Dariusz Śledź Piotr Protasiewicz Piotr Baron      | 11 (2,–,2,2,2,3) 13 (3,w,3,3,3,1) 1 (–,1,–,–,–,–)   |
| brąz    | Apator Elektrim Toruń       | 17 +3 | Jacek Krzyżaniak Tomasz Bajerski Mirosław Kowalik | 11 (3,3,1,0,3,1) 4 +3 (0,–,0,–,2,2) 2 (–,1,–,1,–,–) |
| 4       | Unia Tarnów                 | 17 +2 | Jacek Rempała Mirosław Cierniak Grzegorz Rempała  | 6 (3,2,0,1,d,0) 11 +2 (1,3,1,0,3,3) ns              |
| 5       | Polonia Piła                | 16    | Rafał Dobrucki Waldemar Walczak Jan Krzystyniak   | 12 (1,2,3,3,1,2) 4 (0,–,0,2,2,0) 0 (–,0,–,–,–,–)    |
| 6       | Włókniarz Częstochowa       | 15    | Sebastian Ułamek Rafał Osumek Janusz Stachyra     | 11 (2,2,2,3,1,1) 2 (1,0,1,–,–,0) 2 (–,–,–,2,0,–)    |
| 7       | Stal Michael Gorzów Wlkp.   | 6     | Robert Flis Mariusz Staszewski Sylwester Moskwiak | 4 (1,1,–,1,–,1) 2 (0,0,1,–,1,–) 0 (–,–,0,0,0,0)     |